# 阿尔穆尼亚德亚尔曼索拉
阿尔穆尼亚德亚尔曼索拉，是西班牙安达卢西亚自治区阿尔梅里亚省的一个市镇。 总面积8km2, 总人口308人（2001年），人口密度39人/km2。